# Chris Wondolowski
Christopher „Chris“ Elliott Wondolowski (* 28. Juli 1983 in Danville, Kalifornien) ist ein ehemaliger US-amerikanischer Fußballspieler, der auf der Position des Stürmers spielte. Von 2009 bis zu seinem Karriereende 2021 stand er bei den San José Earthquakes in der Major League Soccer (MLS), der höchsten Spielklasse im nordamerikanischen Fußball, unter Vertrag.

## Karriere

### Karrierebeginn an der West Coast
Der im Jahre 1983 als Sohn von John und Janis Wondolowski (spätere Hoyt) in der Stadt Danville geborene und aufgewachsene Wondolowski begann seine aktive Karriere als Fußballspieler in diversen Jugendausbildungsvereinen und spielte später auch an der De La Salle High School in Concord, wo er in seiner dortigen Zeit unter anderem ins All-Bay Valley Athletic League First Team oder ins All-East Bay First Team gewählt wurde und mit dem Team im Jahre 2001 den Titel in der North Coast Section holte. Der bereits in seiner frühen Jugendzeit als Stürmertalent entdeckte Wondolowski spielte parallel zu seiner Zeit an der De La Salle High School auch in den lokalen Jugendfußballklubs Diablo Valley Soccer Club und Danville Mustang Soccer Association. Neben den Erfolgen an der High School wurde Wondolowski auch zwei Mal als „Spieler des Jahres von Concord und Umgebung“ ausgezeichnet.
Daneben war das Nachwuchstalent polnischer und indianischer Abstammung (Kiowa) während seiner High-School-Zeit auch in der Leichtathletikabteilung seiner Schule aktiv und galt dabei als ein ebenso talentierter Mittelstreckenläufer, der unter anderem in seinen beiden Junior- und Seniorjahren bei den von der California Interscholastic Federation (CIF) veranstalteten Staatsmeetings teilnahm. Aufgrund seiner dortigen aber auch allgemeinen Leistungen wurden einige Leichtathletikschulen bzw. Schulen mit guten Leichtathletikteams auf Wondolowski aufmerksam, darunter auch die Sportabteilung an der University of California, Los Angeles (UCLA). Des Weiteren galt er auch noch als talentierter Nachwuchsbaseballspieler, wobei er in seiner Jugend meist auf der Position des Middle Infielder glänzte. Unter anderem gewann er als 14-Jähriger die PONY League World Series Championship und war in dieser Zeit ein All-Star in der San Ramon Valley Little League. Auch an der High School trat er zwei Jahre lang als Baseballspieler in Erscheinung und spielte dabei unter anderem an der Seite des späteren Profis Chris Carter. Seine Baseballkarriere gab er jedoch bald darauf auf, um sich vorwiegend seiner damaligen Lieblingsbeschäftigung, der Leichtathletik, zu widmen.

### Die Zeit an der Chico State
Nach dem Abschluss an der De La Salle High School wechselte Wondolowski ins knapp 250 Kilometer entfernte Chico an die dortige California State University, an der er ebenfalls im Fußballbereich aktiv war. Bereits in seinem Freshman-Jahr führte er sein Team mit zehn Treffern und sechs Assists aus 19 absolvierten Partien an und steigerte seine Leistung noch in den folgenden Jahren. So brachte er es in seinem Sophomore-Jahr auf zwölf Tore und sieben Torvorlagen in ebenfalls 19 absolvierten Ligapartien, gefolgt von elf Treffern und acht Assists aus 23 Spielen in seinem dritten Jahr an der Chico State, dem Junior-Jahr. Des Weiteren wurde Wondolowski im Jahre 2003 ins NCAA Division II All-America Second Team gewählt und verhalf seinem Team in diesem Jahr ins Finalspiel der NCAA Division II. In seinem Abschlussjahr an der Chico State, in der seine Torquote etwas abnahm und er fünf Tore erzielte und weitere zwei für seine Teamkollegen vorbereitete, wurde Wondolowski auch vom Amateurteam Chico Rooks eingesetzt, bei dem der gelernte Stürmer erste Erfahrungen im Herrenfußball sammeln konnte. Während seiner College-Laufbahn, in der er es auf gesamt 39 Tore, 23 Assists und damit 101 Scorerpunkte in 84 Spielen gebracht hatte, war er zudem in allen vier Jahren im All-CCAA First Team.

### Erste Erfahrungen im Herrenfußball

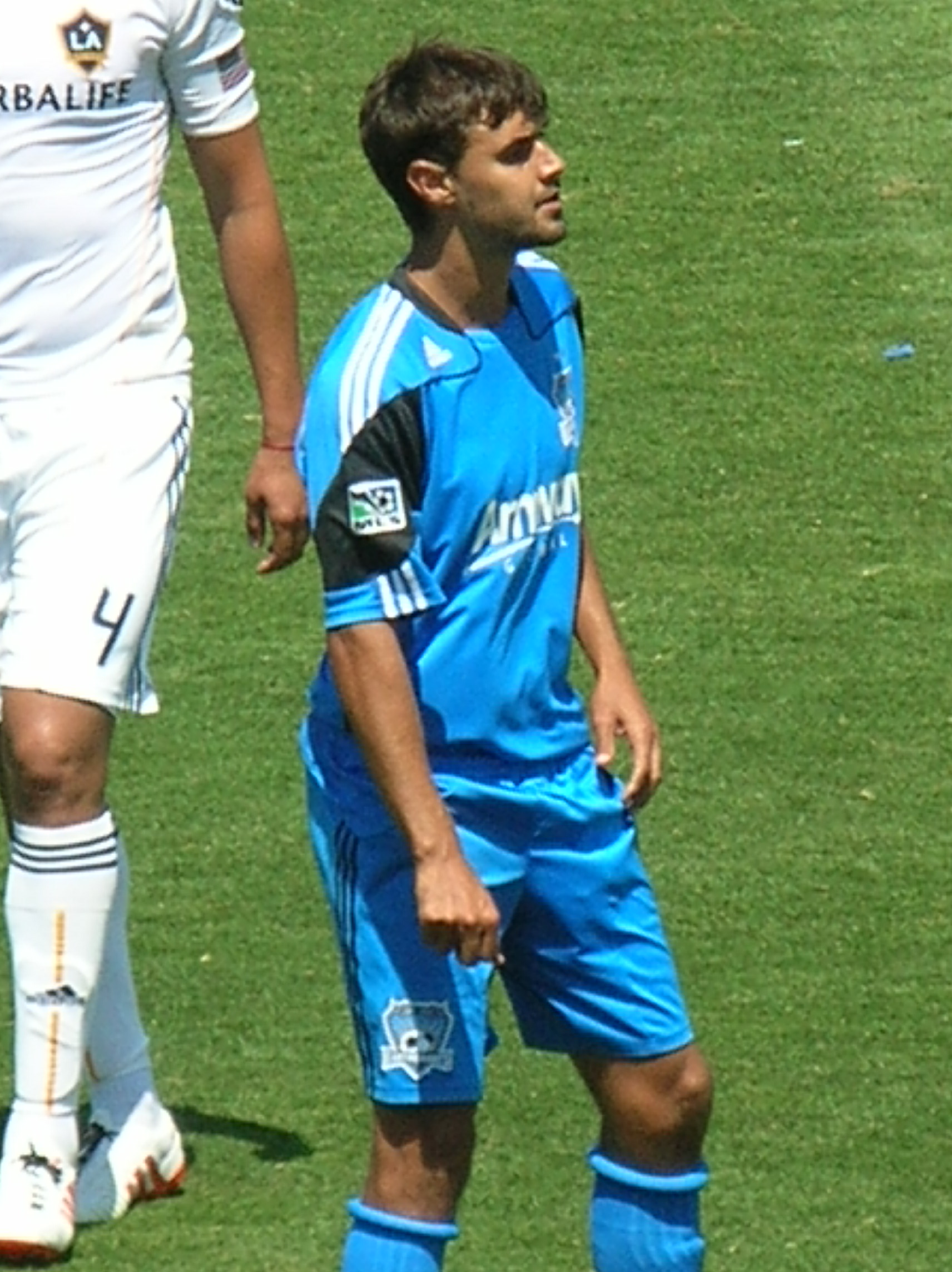
Chris Wondolowski (2010)

Für das Team mit Spielbetrieb in der als viertklassig geltenden Men’s Premier Soccer League erzielte Wondolowski in seiner einzigen Saison im Team 17 Treffer (+ zehn Vorlagen) in ebenso vielen Meisterschaftsspielen und war damit einer der Hauptverantwortlichen für den ersten Platz in der Regular Season des Spieljahres 2004. Im anschließenden Play-off schied der damals 21-Jährige allerdings mit der Mannschaft bereits im Semifinale aus und konnte dabei keinen größeren Erfolg wahren. Am Ende des Spieljahres war Wondolowski mit seinen Chico-Rooks-Teamkameraden Dominic Jakubek, Todd Simmons und João Macedo im MPSL-All-Star-Team. Nach einer erfolgreichen Saison in einer der drei vierthöchsten Fußballligen in den Vereinigten Staaten kam das Stürmertalent über den MLS Supplemental Draft 2005 zu den San José Earthquakes, zu denen er als 41. Pick gedraftet wurde. Dabei war Wondolowski für das Spieljahr 2005 vorwiegend für die Reservemannschaft mit Spielbetrieb in der MLS Reserve Division vorgesehen. Dort wurde er in allen zwölf Meisterschaftspartien eingesetzt und war mit seinen acht erzielten Toren der erfolgreichste Torschütze im Reserveteam der San José Earthquakes.
Des Weiteren schaffte er es in dieser Spielzeit auch zwei Meisterschaftseinsätzen für die Profis, nachdem er bereits am 3. August 2005 beim Viertrundenspiel des Lamar Hunt U.S. Open Cup 2005 gegen die Portland Timbers, als Ersatzspieler zum Einsatz kam. Sein MLS-Debüt gab er schließlich am 10. September 2005 bei einem Spiel gegen den CD Chivas USA, gefolgt von einem weiteren Einsatz in der höchsten nordamerikanischen Fußballliga. Nach insgesamt nur zwei Einsätzen in der Major League Soccer beendete Wondolowski die Saison mit dem Team auf dem ersten Platz in der Regular Season der „Western Conference“, schied aber bereits frühzeitig in den nachfolgenden Play-offs aus.

### Nur Ersatz bei Houston Dynamo
Nach einem Wechsel zu Houston Dynamo vor der Spielzeit 2006 fand Wondolowski auch hier in der Profimannschaft kaum Beachtung und verbrachte die meiste Zeit im Reserveteam der Texaner. Dort war er zum wiederholten Male der erfolgreichste Torschütze seines Teams und brachte es bei elf Meisterschaftseinsätzen gar auf 13 erzielte Tore, womit er auch Torschützenkönig der MLS Reserve Division 2006 war. Für das Profiteam startete er in vier Ligaspiele und war dabei in insgesamt sechs Partien im Einsatz, wobei er am 30. August 2006 beim 2:2-Auswärtsremis gegen Chicago Fire auch seinen ersten Treffer in der Major League Soccer erzielte und dabei in der 42. Spielminute zum 1:1-Ausgleich seines Teams traf. Auch im Lamar Hunt U.S. Open Cup 2006, in dem er in allen drei Spielen von Houston Dynamo zum Einsatz kam, erzielte er am 23. August 2006 beim 3:0-Viertelfinalsieg über den FC Dallas ein Tor. Am Saisonende gewann er mit der Mannschaft den MLS Cup, das Finalspiel einer jeden Major-League-Soccer-Spielzeit.

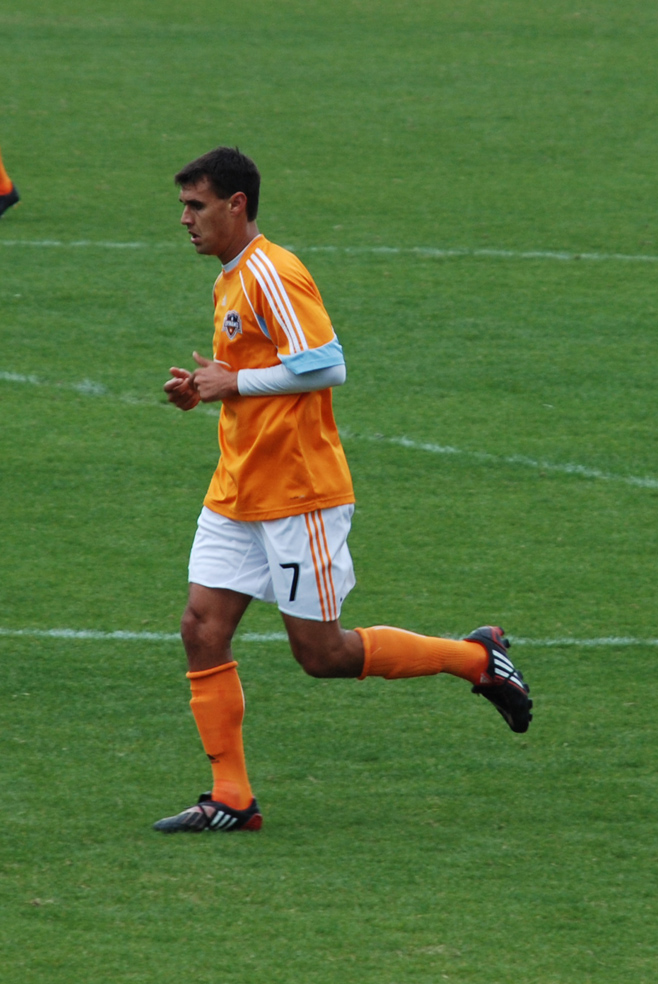
Wondolowski im Trikot von Houston Dynamo (2009)

Im Spieljahr 2007 wurde Wondolowski von Trainer Dominic Kinnear zwar häufiger im Profiteam eingesetzt, stand aber weiterhin auch im Kader der Reservemannschaft und kam für diese zu seinen Einsätzen. Bei insgesamt elf Einsätzen in der MLS Reserve Division erzielte der gelernte Stürmer sieben Treffer und rangierte nach 2006 zum wiederholten Male auf dem ersten Platz in der Torschützenliste der Reserveliga (zusammen mit Anthony Hamilton). Im Vergleich dazu war Wondolowski in 16 Meisterschaftsspielen des Profiteams im Einsatz, in denen er allerdings nur in drei Partien startete und in den restlichen nur als Ersatzspieler agierte und meist nur zu wenige Minuten dauernden Kurzeinsätzen kam. Bei seinen 16 Ligaauftritten kam er auf einen Treffer sowie einen Assist. Weiters wurde er in diesem Jahr für Houston Dynamo auch in der nordamerikanischen SuperLiga 2007 sowie im CONCACAF Champions’ Cup 2007 eingesetzt und war in letzterem Bewerb auch als Torschütze erfolgreich. Wie schon im vorhergegangenen Spieljahr sicherte sich Houston Dynamo zum Saisonabschluss der Major League Soccer auch 2007 den MLS Cup.
Auch 2008 schaffte er beim texanischen Hauptstadtklub nicht den erhofften Durchbruch innerhalb der Mannschaft und brachtes es auf lediglich acht Meisterschaftseinsätze, in denen er kein einziges Mal über die volle Spieldauer eingesetzt wurde und so nur auf eine Spielpraxis von knapp 130 Minuten kam. Beinahe ebenso viel erreichte er am 1. Juli 2008, als er beim Lamar Hunt U.S. Open Cup 2008 im Spiel gegen Charleston Battery das Profiteam von Houston Dynamo über 120 Minuten lang als Mannschaftskapitän führte und im anschließenden Elfmeterschießen auch noch zum Torerfolg kam. Auch in der nordamerikanischen SuperLiga 2008, dem CONCACAF Champions’ Cup 2008 und der CONCACAF Champions League 2008/09 wurde Wondolowski in diesem Jahr für Houston Dynamo eingesetzt. Neben einem ersten Platz in der Regular Season der „Western Conference“ mit dem Profiteam, erreichte der 1,85 m große Mittelstürmer mit der Reservemannschaft den Meistertitel in der MLS Reserve Division, die in diesem Spieljahr nach nur vier Jahren zum letzten Mal ausgetragen wurde. Im Reserveteam, in dem er auch als Kapitän agierte, war er einer von zwei Spielern, die in allen zwölf Ligaspielen über die volle Spieldauer zum Einsatz kamen, und erzielte dabei sechs Tore und bereitete weitere drei für seine Teamkollegen vor.
Am 16. Mai 2009 gelang ihm im Spiel gegen die New York Red Bulls das 7000. Tor in der MLS-Geschichte, wobei er erst der zweite Houston-Dynamo-Spieler nach Brian Ching (Treffer No. 6.000) war, der sich auf diese Art in die Geschichtsbücher der Major League Soccer eintragen konnte. Im Alter von 26 Jahren wurde Wondolowski am 21. September 2009 erstmals über die volle Spieldauer in der Major League Soccer eingesetzt und bereitete im gleichen Spiel, einem 1:1-Auswärtsremis gegen die Columbus Crew, den Treffer für sein Team vor. Bis zu seinem letzten Ligaeinsatz für das texanische Fußballfranchise am 5. Juni 2009 kam Wondolowski in sieben Meisterschaftsspielen seines Teams zum Einsatz, schoss dabei zwei Tore und legte weitere zwei für seine Teamkameraden auf. Danach wurde er am 9. Juni 2009 im Tausch gegen Cam Weaver und einem weiteren Pick im MLS SuperDraft 2010 zu seinem ehemaligen Verein, den San José Earthquakes, abgegeben.

### Triumphmarsch mit den Earthquakes

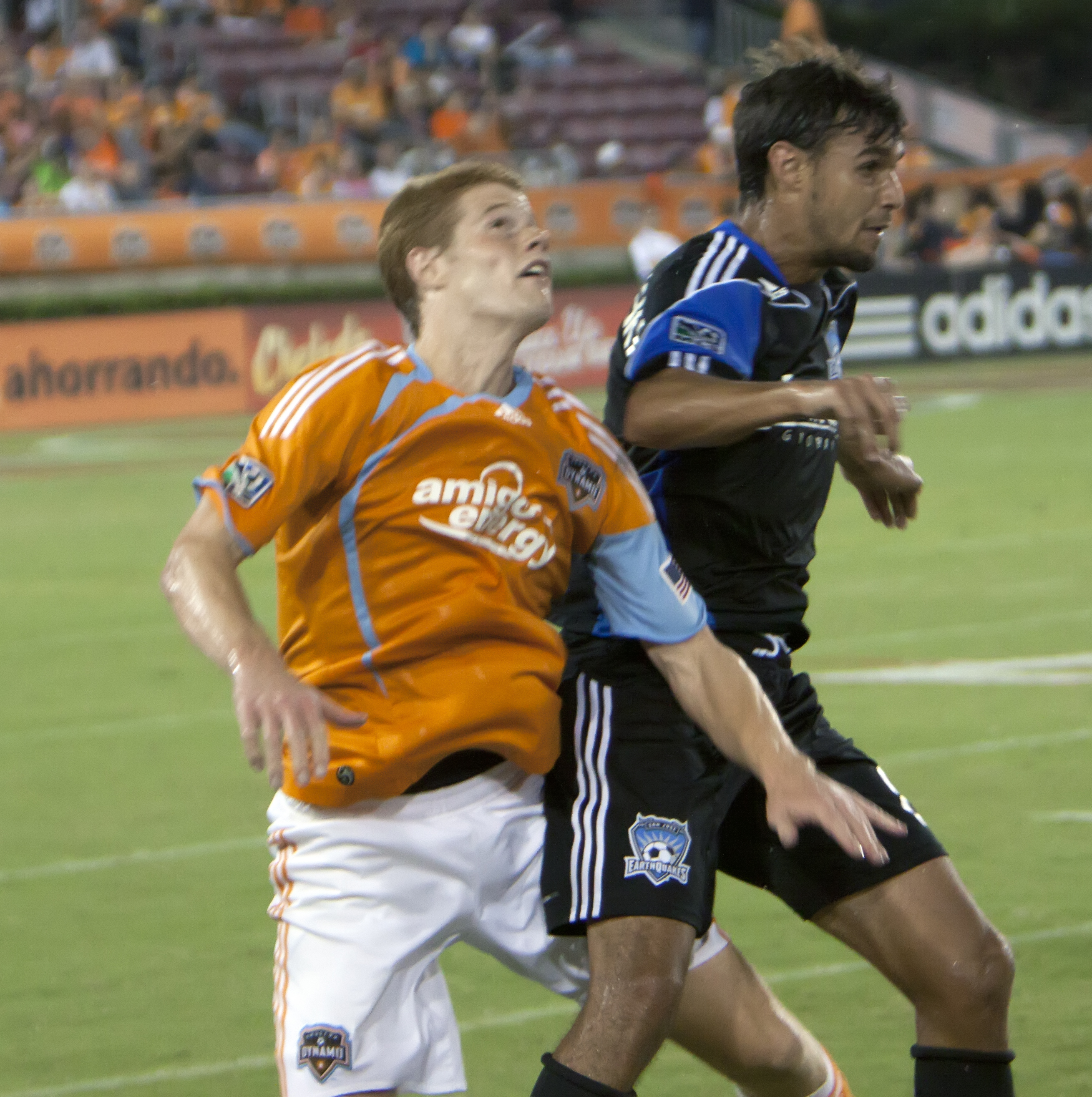
Chris Wondolowski (rechts, 2010)

Nach der Rückkehr zu seiner alten Wirkungsstätte debütierte Wondolowski bereits am 13. Juni 2009 bei der 1:2-Auswärtsniederlage gegen den Seattle Sounders FC und war dabei gleich über die volle Spieldauer im Einsatz. Über die gesamte Saison 2009 hinweg wurde das ehemalige Nachwuchstalent von Earthquakes-Trainer Frank Yallop in 14 Meisterschaftsspielen eingesetzt, in denen der Mittelstürmer drei Tore erzielte und einen Assist gab. Kurz vor Saisonende musste Wondolowski allerdings aufgrund einer Knieverletzung für die restlichen Meisterschaftsspiele verletzungsbedingt pausieren.
Mit dem Spieljahr 2010 änderte sich einiges für den gelernten Stürmer, der sowohl auf den Flügeln wie auch im offensiven Mittelfeld eingesetzt werden kann. Nachdem er bereits zu Saisonbeginn einen neuen Vertrag ausgehändigt bekam, avancierte er rasch zu einem der offensivstärksten Spieler der Liga. Nachdem er bei seinen ersten acht Meisterschaftseinsätzen in dieser Saison bereits sechs Tore erzielt und ein weiteres für seine Teamkollegen vorbereitet hatte, ließ seine Torquote etwas nach. Erst mit den letzten Runden der Saison wurde seine Torgefährlichkeit ein weiteres Mal deutlich spürbar, als er unter anderem zwei Hattricks erzielte und auch einmal im Doppelpack traf. Dabei überholte er kurz vor Saisonschluss auch noch den über den Großteil der Saison 2010 Führenden der Torschützenliste, Edson Buddle, und hatte zum Abschluss ein Tor mehr auf dem Konto als der Stürmer von LA Galaxy. So gewann Chris Wondolowski nach 28 Einsätzen, 18 Toren und drei Assists den MLS Golden Boot, die Auszeichnung, die jährlich an den Torschützenkönig der Major League Soccer vergeben wird. Bis zum Saisonende erzielte er einmal das Tor der Woche und war, vor allem am Ende des Spieljahres, drei Mal Spieler der Woche, was ihm im Oktober 2010 auch den Titel des Spielers des Monats einbrachte. Mit der Mannschaft brachte er es bis ins Conference Finals der Play-offs und schied dort gegen die Colorado Rapids mit 0:1 aus. Bis zu diesem Zeitpunkt wurde in allen drei Spielen eingesetzt und erzielte einen Treffer. Bereits im Vorfeld wurde Wondolowski erstmals zum MVP der San José Earthquakes gewählt. Zudem wurde er zum Saisonabschluss in die MLS Best XI gewählt.
Nachdem er aufgrund seiner soliden Leistungen im MLS-Spieljahr 2010 zu seinem Nationalteamdebüt gekommen war, sollte er mit der Mannschaft im nachfolgenden Jahr auch in die North American SuperLiga starten, jedoch wurde das Turnier vorab im März 2011 gestrichen und der Turnierbetrieb in dieser Form komplett eingestellt. Im Spieljahr 2011 war er erneut einer der offensivstärksten Spieler der gesamten Major League Soccer, konnte mit der Mannschaft jedoch nicht auf die vorderen Tabellenplätze vordringen und schloss das Jahr lediglich auf dem siebenten Platz der Western Conference ab. Bis zu diesem Zeitpunkt hatte es Wondolowski auf 16 Treffer in 30 Meisterschaftsspielen gebracht und konnte zudem auch noch drei Assists vorweisen. Die Wahl zum Torschützenkönig der Liga wurde daraufhin erst in einem Tie-Break entschieden, da unter anderem auch Dwayne De Rosario, der in diesem Jahr bei gleich drei verschiedenen MLS-Franchises spielte, 16 Tore erzielt hatte. Da dieser jedoch zwölf Torvorlagen beigesteuert hatte, fiel die Wahl zum Sieger des MLS Golden Boot auf den fünf Jahre älteren Kanadier. Zu seinen individuellen Erfolgen in diesem Jahr zählten für Wondolowski unter anderem ein Tor der Woche und die abermalige Wahl zum Spieler des Monats Oktober. Noch davor spielte er im MLS All-Star Game 2011 und wurde am Saisonende abermals in die MLS Best XI gewählt.

### Weitere Erfolge bei den Earthquakes

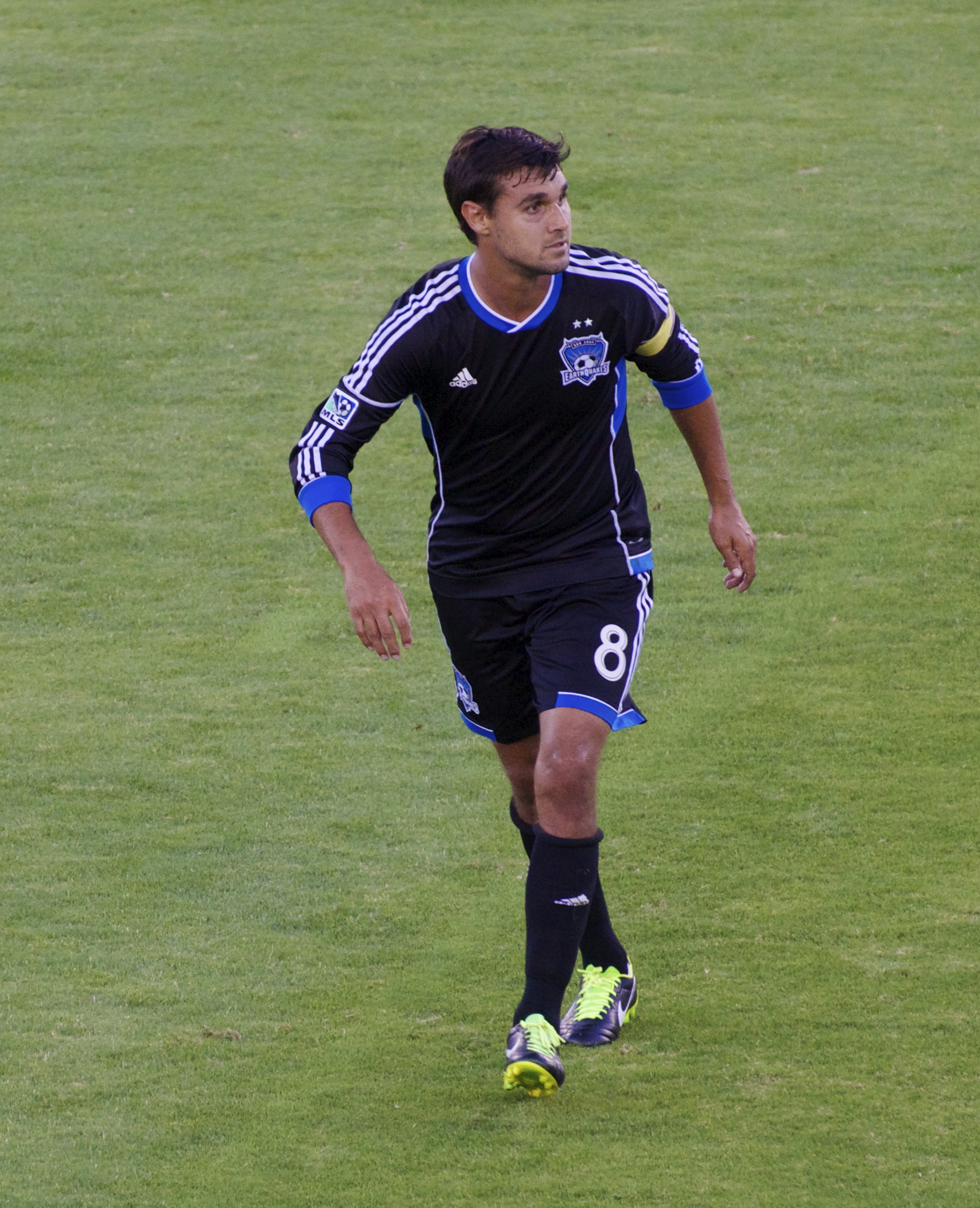
Wondolowski im Trikot der San José Earthquakes (2010)

Mit einem neuen Vertrag, den er im Februar 2012 unterzeichnete, startete er ins Spieljahr 2012. Dieses sollte mitunter zu einem der erfolgreichsten in seiner gesamten Karriere werden, wobei er bei seinen 32 Ligaeinsätzen 27 Tore erzielte und damit Roy Lassiters Rekord aus dem Spieljahr 1996 für die meisten Tore in einer Saison einstellte. Des Weiteren wurde er in diesem Jahr der erste Spieler in der Geschichte der MLS, dem es gelang, vier Mal in einer Saison zum Spieler des Monats (April, Juni, September und Oktober) gewählt zu werden. Seine wesentliche Mitarbeit an 34 Toren (27 selbst erzielt und sieben Torvorlagen) stellen zudem ebenfalls einen Ligarekord dar. Weitere persönliche Ehrungen in diesem Jahr waren unter anderem vier Wahlen zum Spieler der Woche, eine Wahl zum Tor der Woche, die erneute Wahl in die MLS Best XI und die Wahl zum Major-League-Soccer-Most-Valuable-Player-of-the-Year 2012. Im Juli 2012 war er zum zweiten Mal in seiner Karriere im MLS All-Star Game im Einsatz und zeigte beim 3:2-Sieg über den FC Chelsea, als er den 1:0-Führungstreffer erzielte, eine vielbeachtete Leistung. Zudem wurde er in diesem Jahr der Rekordschütze der Quakes, nachdem er den bisherigen Rekord von Ronald Cerritos (61 Tore) übertraf. Mit den San José Earthquakes erreichte er im Endklassement der MLS 2012 den ersten Platz der Western Conference und qualifizierte sich so automatisch für die nachfolgenden Conference Semifinals, in denen die Mannschaft gegen LA Galaxy mit einem Gesamtscore von 2:3 ausschied. Aufgrund des ersten Platzes in der Western Conference und dem ersten Platz in der zusammengefassten Tabelle beider Conferences nahm die Mannschaft im darauffolgenden Jahr an der CONCACAF Champions League 2013/14 teil. Dort schafften es die Quakes nach zwei anfänglichen Niederlagen und zwei darauffolgenden Siegen aufgrund der besseren Tordifferenz von der Gruppenphase in das nachfolgende Viertelfinale, in dem man daraufhin im März 2014 Deportivo Toluca im Elfmeterschießen unterlag.
Davor absolvierte Wondolowski mit seinem Team allerdings noch die Major League Soccer 2013, in der seine Torgefährlichkeit etwas nachließ, was mitunter auch daran lag, dass er den Großteil des Spieljahres mit einem gebrochenen Fuß spielte. Hierbei kam er nichtsdestotrotz in 29 Ligaspielen zum Einsatz, von denen er erneut in jedem einzelnen von Beginn an startete. Am Ende reichte es für elf Tore und drei Torvorlage, womit er der torgefährlichste Spieler seines Franchises war, und im Sommer 2014 für den dritten Einsatz in Folge im MLS All-Star Game. Nachdem Frank Yallop noch im Juni 2013 vom Amt des Cheftrainers zurückgetreten war, war Wondolowski unter dessen Landsmann und bisherigen Co-Trainer, dem 42-Jährigen Mark Watson, weiterhin als Stammkraft im Einsatz. Im Endklassement der Liga erreichten die Earthquakes nur einen sechsten Platz in der Western Conference und qualifizierten sich so nicht einmal für die saisonabschließenden Play-offs. In diesem Jahr wurde er zum 40-jährigen Jubiläum der NCAA Division II für seine Leistungen an der Chico State ins NCAA Division II 40th Anniversary Tribute Team gewählt.
Zu Beginn des Spieljahres 2014 löste er Ramiro Corrales, der mit Ende 2013, mittlerweile 36-jährig und als letzter noch aktiver Spieler des MLS-Debüjahres 1996, sein Karriereende bekanntgab, als Mannschaftskapitän ab. In diesem Jahr steigerte sich die Torgefährlichkeit des Stürmers mit polnischen und indianischen Wurzeln wieder etwas, wobei er bei 26 Meisterschaftsspielen 14 Tore erzielte und weitere vier Torvorlagen machte. Am 24. August 2014 war er nach Carlos Ruiz und Juan Pablo Angel der dritte Spieler in der Geschichte der Major League Soccer, dem es gelang ihn fünf Spielzeiten hintereinander eine zweistellige Anzahl von Toren zu erzielen. In diesem Spieljahr, das das Franchise auf dem neunten und damit letzten Platz der Western Conference abschloss und somit das schlechteste Saisonergebnis seit der Gründung des Franchises erreichte, war Wondolowski zum fünften Mal in Folge der erfolgreichste Torschütze der San José Earthquakes. In diesem Jahr passierte es auch zum ersten Mal seit 2009, dass er in keiner Woche zum Spieler der Woche gewählt wurde bzw. das Tor der Woche erzielte.

### 100 Tore in der Major League Soccer
Auch nach der Rückkehr des gebürtigen Schotten Dominic Kinnear, der zuletzt neun Spielzeiten den Ligakonkurrenten Houston Dynamo trainierte und davor bereits Spieler und Trainer des Franchises war, blieb Wondolowski weiter auf seiner angestammten Position. Die Mannschaft erreichte zwar eine leichte Verbesserung im Vergleich zu den vorangegangenen Jahren, kam jedoch mit einem sechsten Platz in der Western Conference erneut nicht in die abschließenden Play-offs. Der 1,85 m große Stürmer hingegen spielte wie immer eine, für ihn individuell gesehen, sehr erfolgreiche Saison, in der er mit 16 Toren aus 31 Meisterschaftsspielen erneut der torgefährlichste Spieler der San José Earthquakes war. Daneben machte er auch noch zwei Torvorlagen und war mit seinen 16 Tore der erste Spieler in der Geschichte der MLS, dem es gelang in sechs aufeinanderfolgenden Spielzeiten eine zweistellige Trefferzahl zu verzeichnen. Des Weiteren war er am 24. Mai 2015 bei einem 1:1-Remis gegen Orlando City der erst neunte Spieler in der Geschichte der Major League Soccer, dem es gelang 100 Tore in der Liga zu erzielten. In diesem Jahr absolvierte er auch sein 200. Ligaspiel für das Franchise aus Kalifornien.
Noch während des laufenden Spieljahres 2016 verlängerte das Franchise Wondolowskis in diesem Jahr auslaufenden Vertrag um zwei weitere Jahre; zudem wurde für diese Vertragsverlängerung auch die für ihn angewandte Designated Player Rule aufgehoben. Das für das Franchise abermals sportlich wenig erfolgreiche Spieljahr 2016, das auf dem neunten und vorletzten Platz der Western Conference beendet wurde, verlief für Chris Wondolowski persönlich erneut sehr erfolgreich. So gelangen ihm bei 30 Ligaeinsätzen zwölf Treffer, mit denen er nicht nur der erste Spieler in der Geschichte der Major League Soccer wurde, dem zehn oder mehr Treffer in sieben aufeinanderfolgenden Spielzeiten gelangen, sondern auch der zweite Spiele in der Geschichte der Liga, dem es gelang Tore gegen 21 verschiedene Franchises zu erzielen. Mit seinen zwölf Treffern war er ebenfalls zum bereits siebenten Mal in Folge mannschaftsinterner Torschützenkönig und wurde zudem zum Saisonende zum sechsten Mal als MVP der San José Earthquakes ausgezeichnet. Mit seinem bis zum Saisonende 58 erzielten road goal rangierte er in der MLS-Statistik der Rekorde auf dem zweiten Platz in dieser Wertung; zudem erzielte er bis zum Saisonende sein 38. game-winning goal, also das spielentscheidende Tor, womit er in dieser Wertung auf Rang 3 der Allzeit-Statistik der Liga steht. Mit seinem insgesamt 113. Tor für die Earthquakes, das er am 22. Juli 2016 im Spiel gegen Real Salt Lake erzielte, übertraf er Landon Donovans 112 Treffer für LA Galaxy und nahm den zweiten Platz hinter Jaime Moreno in der Statistik der meisten Tore für ein einziges MLS-Team ein. In der Liste der Rekordtorschützen der Major League Soccer rangiert er aktuell (Stand: November 2016) mit 117 Treffern auf Rang 4 hinter Landon Donovan (1.), Jeff Cunningham (2.) und Jaime Moreno (3.). Zum zweiten Mal nach 2012 wurde er im Jahre 2016 ins MLS All-Star Team gewählt und spielte nach 2011, 2012 und 2013 in diesem Jahr zum vierten Mal im MLS All-Star Game.

## Laufbahn in der Nationalmannschaft

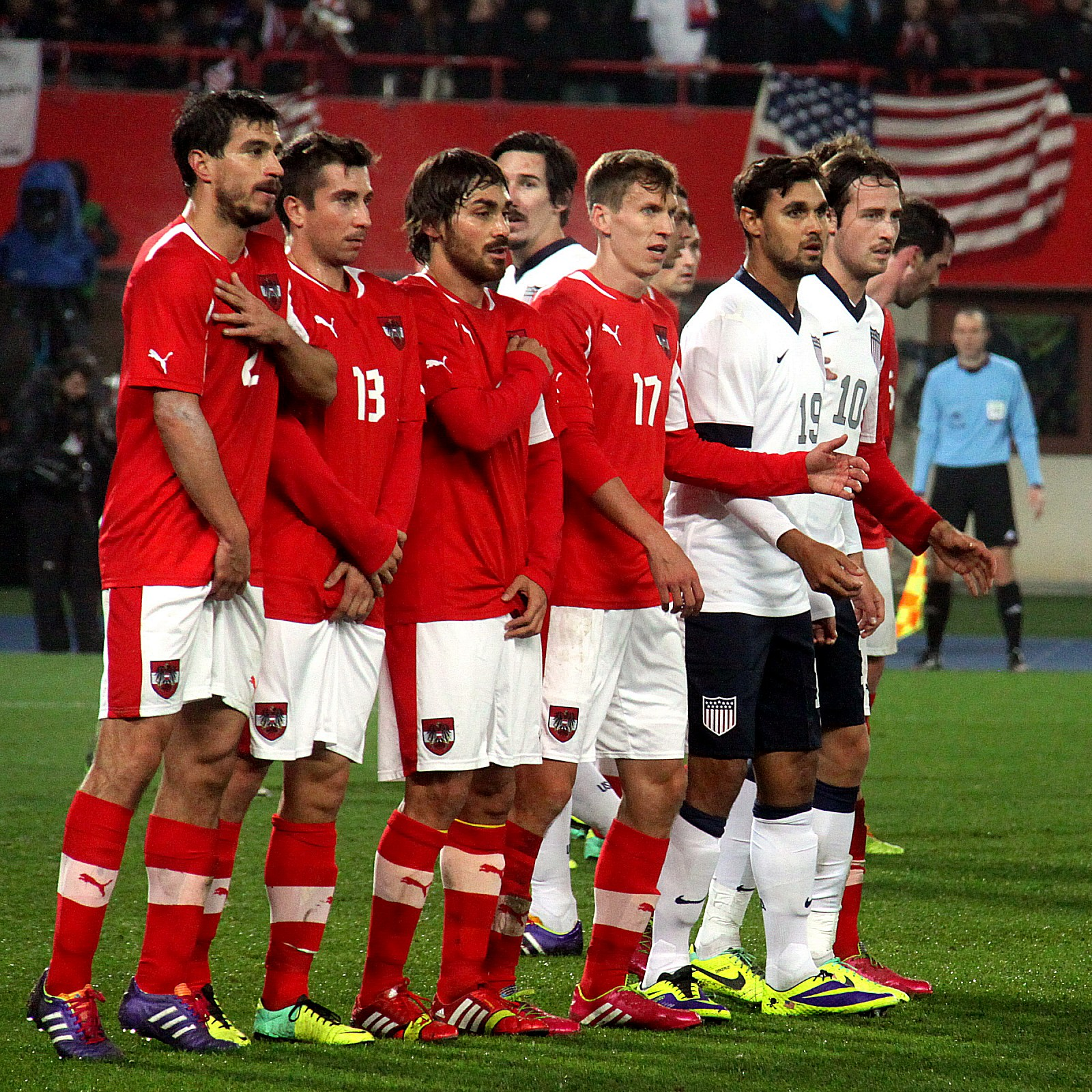
Wondolowski (Nr. 19) in einem Länderspiel gegen Österreich (2013)

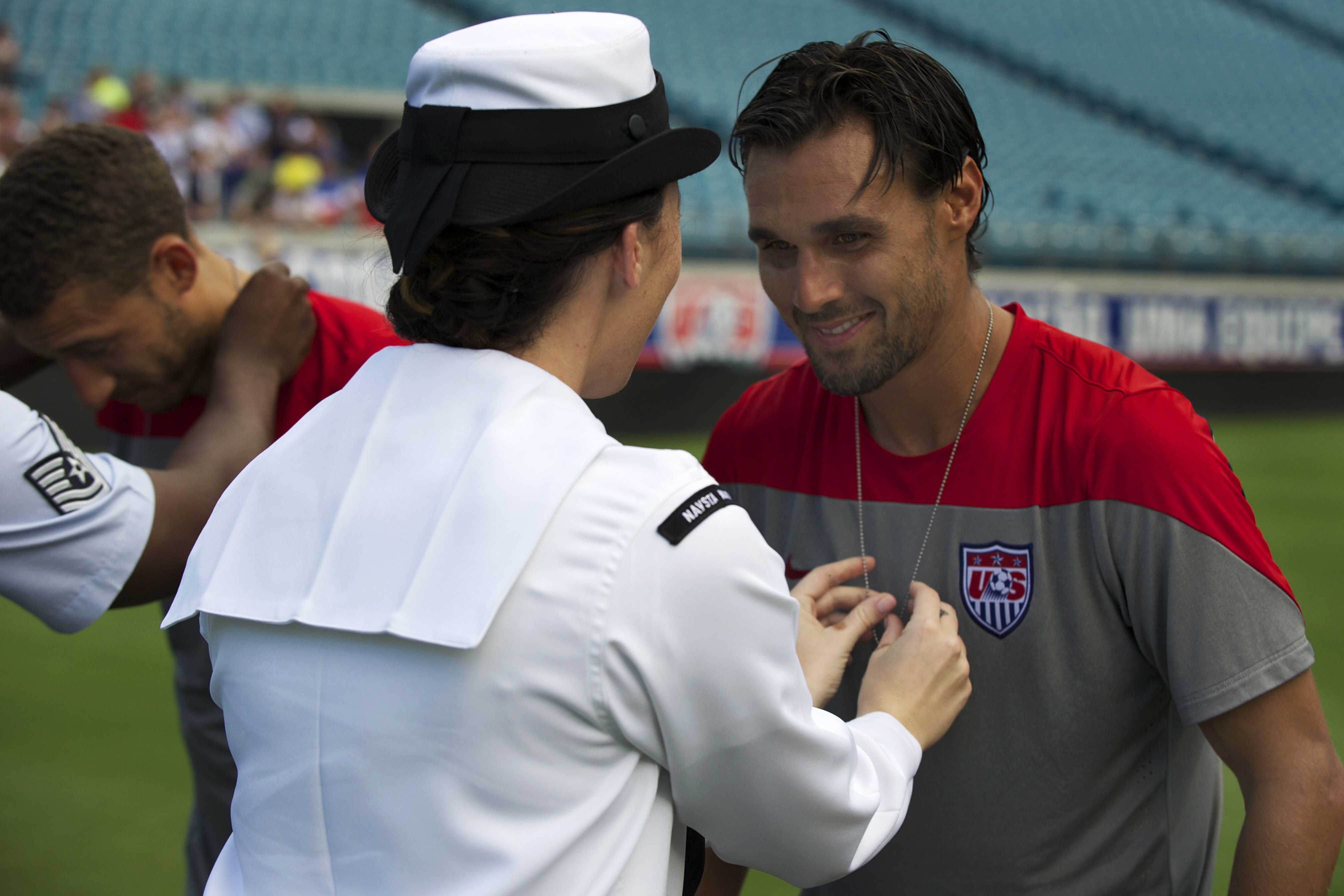
Nationalspieler Wondolowski bei einer Ehrung durch die U.S. Navy (2014)

Nach soliden Leistungen in der MLS-Saison 2010 und dem Erhalt des MLS Golden Boot wurde Wondolowski in der Winterpause 2010/11 von Trainer Bob Bradley erstmals in die US-amerikanische Nationalmannschaft zu deren Wintertrainingslager eingeladen. Dabei kam er schließlich auch am 22. Januar 2011 beim 1:1-Remis der US-Amerikaner gegen Chile zu seinem Teamdebüt, als er von Beginn an zum Einsatz kam und ab der 60. Spielminute durch Teal Bunbury, der damit zu seinem erst zweiten Länderspieleinsatz kam und im weiteren Spielverlauf das einzige Tor für die USA erzielte, ersetzt wurde. Insgesamt kamen an diesem Tag neben Chris Wondolowski mit Sean Franklin, Zach Loyd, Jeff Larentowicz, Sean Johnson, Anthony Wallace und Eric Alexander gleich sechs weitere US-Amerikaner zu ihrem Teamdebüt.
Am 23. Mai 2011 wurde Wondolowski in den Kader für den CONCACAF Gold Cup 2011, das zugleich sein erstes großes Turnier als Nationalspieler war, berufen. Nachdem er Anfang Juni noch in einem Vorbereitungsspiel gegen Spanien zum Einsatz gekommen war, gab er im ersten Gruppenspiel des CONCACAF Gold Cups gegen Kanada ab der 64. Minute zum Einsatz. Im weiteren Turnierverlauf wurde er noch in den beiden nachfolgenden Gruppenspielen eingesetzt, wurde danach jedoch nicht mehr von Trainer Bob Bradley berücksichtigt. Die Vereinigten Staaten schafften nach Siegen im Viertel- und Halbfinale den Einzug ins Finale und unterlagen in diesem den Mexikanern mit 2:4. Danach dauerte es, obgleich seiner positiven Entwicklung in der Liga, bis Januar 2012, ehe er erneut in die Nationalmannschaft einberufen wurde. Nach zwei freundschaftlichen Länderspielen im Januar absolvierte er auch noch im Juni ein weiteres Freundschaftsspiel, ehe es im Nationalteam erneut ruhig um ihn wurde. Nach seinen überragenden Leistungen in der Major League Soccer 2012 schaffte er unter dem mittlerweile als US-Teamchef agierenden Jürgen Klinsmann den Sprung zurück in den Nationalkader und nahm mit der Mannschaft bereits an der Vorbereitung auf den CONCACAF Gold Cup 2013 teil.
Nach einem Einsatz in der Vorbereitung, als er beim 6:0-Kantersieg über Guatemala sein erstes Tor für sein Heimatland erzielte, war er unter Klinsmann fixer Bestandteil in der Stammformation. Beim ersten Gruppenspiel, einem 6:1-Erfolg über Belize lief Wondolowski mit seinem falsch geschriebenen Familiennamen als Wondowlowski auf und erzielte in diesem Spiel einen Hattrick, als er die ersten drei Treffer seiner Mannschaft erzielte. Da er glaubte mit diesem falsch geschriebenen Familiennamen am Rücken mehr Glück zu haben, behielt er diese falsche Schreibweise auch nach dem Gold Cup bei und läuft noch heute mit diesem Namen unter seinem Trikot in Länderspielen auf. Auf den Trikots ist jedoch seitdem sein richtiger Familienname zu lesen. Bereits im zweiten Gruppenspiel gelangen ihm bei einem 4:1-Sieg über Kuba zwei weitere Treffer. In den nachfolgenden vier Spielen seiner Mannschaft im Turnierverlauf blieben Tore seinerseits jedoch aus. Dennoch war er in jedem der Spiele im Einsatz und gewann mit den US-Amerikanern nach einem 1:0-Finalsieg über Panama das Turnier. Mit seinen fünf Treffern war er neben Landsmann Landon Donovan und dem Panamaer Gabriel Torres mit jeweils fünf Treffern einer der drei Torschützenkönige des Gold Cups 2013.

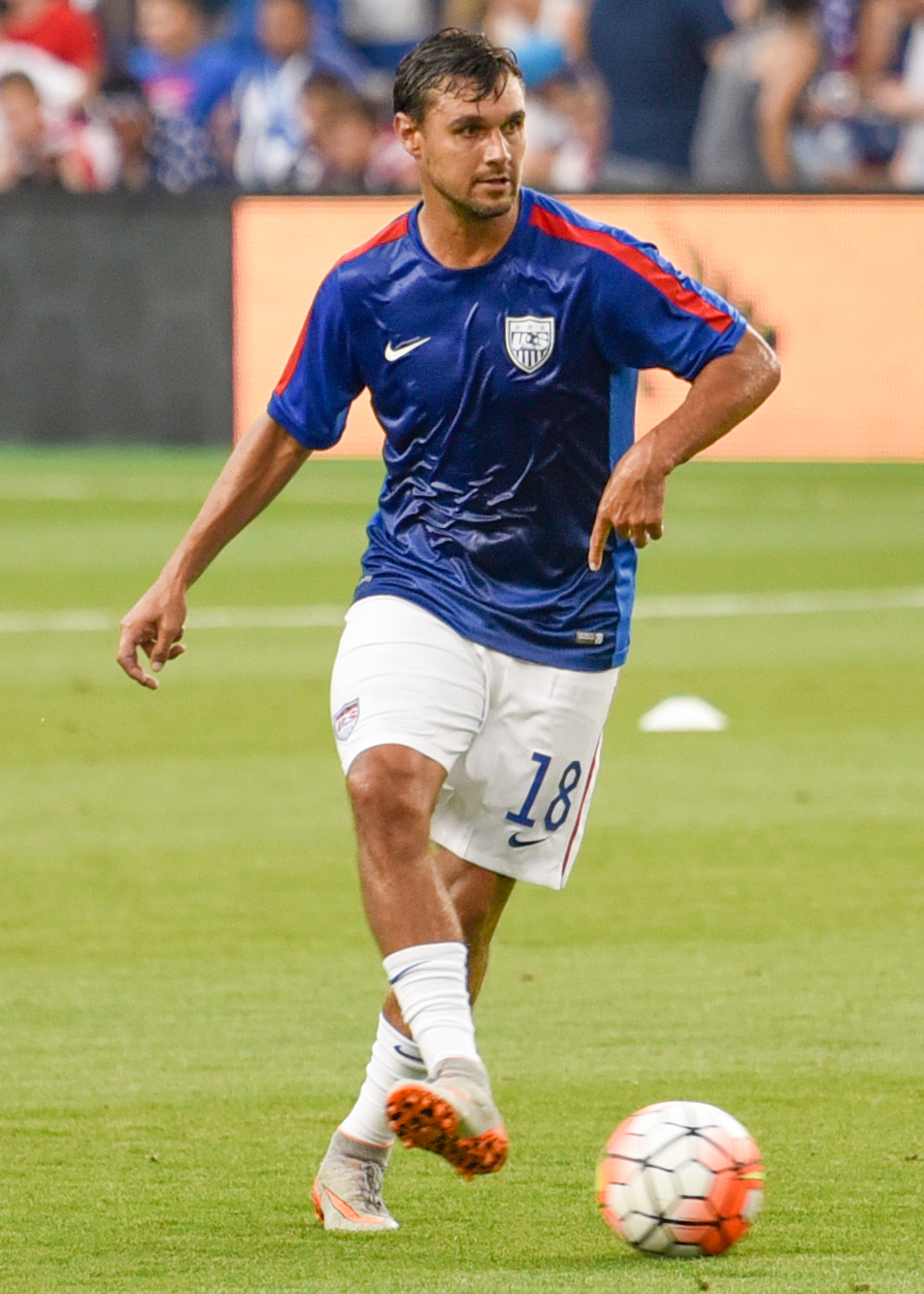
Wondolowski als Nationalspieler im CONCACAF Gold Cup 2015

Nach zwei Einsätzen in Freundschaftsspielen gegen Schottland und Österreich im November 2013, absolvierte er am 1. Februar 2014 auch ein freundschaftliches Länderspiel gegen Südkorea, wobei er beim 2:0-Sieg der USA beide Treffer erzielte. Auch bei seinem nächsten Einsatz, einer Partie gegen Mexiko, trug er sich mit einem Treffer als Torschützen ein. Nach weiteren Vorbereitungsspielen auf die Fußball-Weltmeisterschaft 2014 Ende Mai und Anfang Juni 2014 nahm er zwischen Juni und Juli als Teil des 23-köpfigen US-amerikanischen Aufgebots an der Weltmeisterschaft in Brasilien teil. Dabei war er der erste Native American, der an einer Fußball-Weltmeisterschaft teilnahm. Am 22. Juni 2014 kam er am zweiten Spieltag der Gruppe G im Spiel gegen Portugal zum Einsatz, als er ab der 87. Minute Clint Dempsey ersetzte. Nachdem Aufstieg der USA als Gruppenzweiter hinter Deutschland setzte ihn Klinsmann auch noch bei der 1:2-Niederlage nach der Verlängerung in der Achtelfinalpartie gegen Belgien ein; hierbei ab der 72. Minute als Ersatz für Graham Zusi. In der Partie verschoss er kurz vor Ende der regulären Spielzeit ein sichergeglaubtes und spielentscheidendes Tor und musste mit der Mannschaft deshalb in die Verlängerung. In dieser leistete er die Vorarbeit zu einem möglichen und spielentscheidenden Treffer durch Clint Dempsey, den dieser jedoch ebenfalls vergab. Nach der Weltmeisterschaft kam er im Jahre 2014 noch zu zwei weiteren Einsätzen in freundschaftlichen Länderspielen.
Auch im Januar und Februar 2015 setzte ihn Klinsmann in zwei Freundschaftsspielen gegen Chile und Panama ein, ehe er ihn in das US-amerikanische Aufgebot für den CONCACAF Gold Cup 2015 nominierte. Bereits in der Vorbereitung auf das Turnier trug sich Wondolowski am 3. Juli 2015 bei einem 4:0-Erfolg über Guatemala als Torschütze ein und agierte beim anschließenden Turnier in den USA und Kanada erneut nur als Ersatzspieler der US-Amerikaner. Nach zwei Einsätzen Wondolowskis in der Gruppenphase, die die USA als Sieger der Gruppe A abschloss, schied er mit dem Team in der Finalrunde im Halbfinale gegen Jamaika mit 1:2 aus. Danach brachte er es lediglich noch zu einem Einsatz im Spiel um Platz 3, das die Mannschaft erst im Elfmeterschießen gegen Panama verlor. Danach blieb es rund zehn Monate ruhig um den 31-fachen Nationalspieler, der erst wieder Ende Mai 2016 zu seinem nächsten Länderspieleinsatz kam, nachdem ihn Klinsmann in den 23-Mann-Kader für die Copa América Centenario nominiert hatte. Mit der Mannschaft schaffte er es bis ins Halbfinale, das mit 0:4 gegen Argentinien verloren wurde. Er selbst wurde im Turnierverlauf jedoch nur in zwei Partien eingesetzt; in einem Gruppenspiel gegen Costa Rica und in der 0:4-Niederlage gegen Argentinien. Bei seinem bislang (Stand: 11. November 2016) letzten Länderspieleinsatz, seinem 35. Länderspiel, gegen Kuba war er erneut als Torschütze erfolgreich, als er die 1:0-Führung zum späteren 2:0-Sieg seiner Mannschaft erzielte.

## Erfolge
PONY Baseball
- 1× Sieger der PONY League World Series Championship: 1997

De La Salle High School
- 1× Meister der North Coast Section: 2001

Chico State
- 1× „NCAA Division II All-America Second Team“: 2003
- 4× „CCAA First Team“: 2001, 2002, 2003, 2004
- Wahl ins „NCAA Division II 40th Anniversary Tribute Team“: 2013

Chico Rooks
- 1× Meister der „MPSL Regular Season“: 2004
- 1× Wahl ins „MPSL-All-Star-Team“: 2004

Houston Dynamo
- 2× Torschützenkönig der MLS Reserve Division: 2006 (13 Tore) und 2007 (8 Tore; zusammen mit Anthony Hamilton)
- 2× MLS-Cupsieger: 2006 und 2007
- 1× Meister der Regular Season in der „Western Conference“: 2008

San José Earthquakes
- 2× Meister der Regular Season in der „Western Conference“: 2005 und 2012
- 1× Erhalt des MLS Supporters’ Shield: 2012
- 2× MLS Golden Boot: 2010 (18 Tore) und 2012 (27 Tore)
- 6× Wahl zum MVP der San José Earthquakes: 2010, 2011, 2012, 2014, 2015 und 2016
- 3× Wahl in die MLS Best XI: 2010, 2011 und 2012
- 1× Wahl zum MVP der Major League Soccer: 2012
- 4× Teilnahme am MLS All-Star Game: 2011, 2012, 2013 und 2016

Nationalmannschaft
- 1× Sieger des CONCACAF Gold Cups: 2013
- 1× Torschützenkönig des CONCACAF Gold Cups: 2013 (5 Tore; zusammen mit Landon Donovan und Gabriel Torres)

## Familie und Privates
Chris Wondolowski stammt aus einer sport- und vor allem fußballbegeisterten Familie. Sein Vater John ist aktuell Co-Trainer im Herrenfußball an der San Ramon Valley High School und auch sein rund zweieinhalb Jahre jüngerer Bruder Stephen war als Fußballspieler aktiv, kam aber nicht über Einsätze in der viertklassigen USL Premier Development League hinaus, obwohl er knapp drei Jahre im Profikader von Houston Dynamo stand.
Noch bevor er ins Spieljahr 2009 startete, heiratete Wondolowski seine damalige Verlobte Lindsey, eine Lehrerin an der Hyde Middle School in Cupertino (Kalifornien), die fortan den Doppelnamen Karkula-Wondolowski trägt. Am 23. Dezember 2013 kam die gemeinsame Tochter Emersyn zur Welt.
Wondolowski ist Mitglied des Kiowa Tribe of Oklahoma, der Organisation des Indianerstammes Kiowa. Durch seine Mutter Janis Hoyt, die in den Stamm geboren wurde, ist er deshalb ein Halbindianer. Durch seinen Großvater väterlicherseits, der im Alter von sieben Jahren mit seiner Familie aus Warschau in die Vereinigten Staaten gekommen war, ist er zudem auch polnischer Abstammung.